# Amerikanske sprog
De amerikanske sprog – dvs. de oprindelige amerikaneres sprog – deles i flere omstridte grupper.
Næsten alle lingvister accepterer to sproggrupper:
- eskimo-aleutiske sprog, deriblandt inuktitut og grønlandsk
- na-dené sprog, de athapaskiske sprog (som inkluderer apache og navajo) og haida.

Den ameriskanske sprogforsker Joseph Greenberg opstillede den hypotese, at alle resten af Nord- og Sydamerikas sprog tilhører én sprogæt, de amerindiske sprog. Men denne teoretiske gruppe er meget omstridt.

Greenbergs hypotese ville forene de følgene sprogfamilier:
- algonkisk, deriblandt cree
- araukansk, deriblandt mapudungun
- irokesisk, deriblandt cherokee og †Wyandot
- maya
- muskogeeisk, deriblandt creek
- uto-aztekisk, deriblandt nahuatl

og mange, mange flere...

Se også: Etnografisk klassifikation af oprindelige amerikanere
- Arikapu
- Araukansk, deriblandt Mapudungun
- Cheyenne
- Guaraní
- Lakota
- Michif
- Quechua, inkaernes sprog
- Sequoyah, opfinderen af en skrift for cherokee-sproget
- Shawnee